# 約翰尼斯堡鎮區 (伊利諾伊州華盛頓縣)
約翰尼斯堡鎮區（英語：Johannisburg Township）是位於美國伊利諾伊州華盛頓縣的一個行政鎮區。

## 地方資料
根據2010年美國人口普查的數據，約翰尼斯堡鎮區的面積為93.40平方千米，當中陸地面積為93.40平方千米，而水域面積為0.00平方千米。當地共有人口497人，而人口密度為每平方千米5.32人。